# Teatrul Berezil

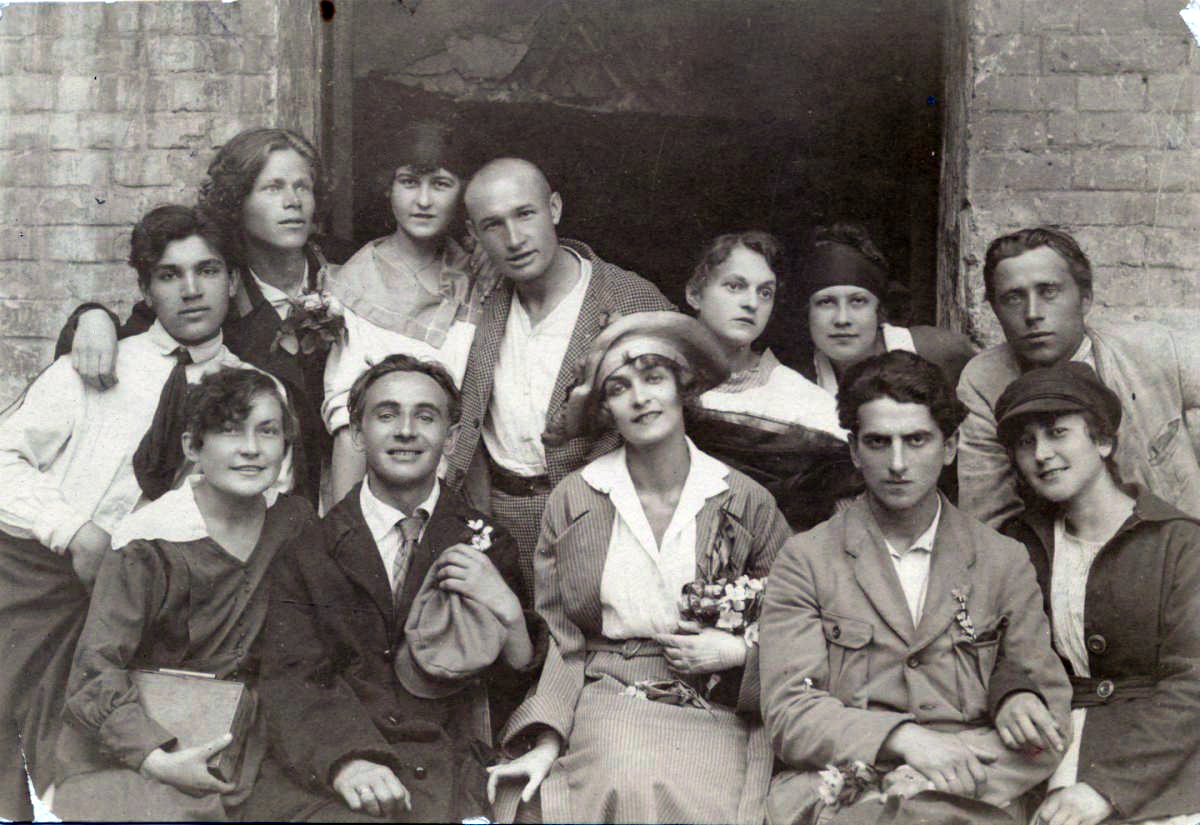
Actori în Berezil.

Teatrul Berezil (ucraineană: Березіль) a fost o trupă de teatru sovietico-ucraineană avangardistă fondată de Les Kurbas⁠(d). Trupa a funcționat din 1922 până în 1933. Sediul său inițial era la Kiev, dar în 1926 trupa s-a mutat la Harkov , capitala RSS Ucrainene de atunci. Cunoscută și sub numele de Organizația Artistică Berezil, compania de teatru includea mai multe studiouri, o revistă, un muzeu și o școală de teatru. În 1927, Kurbas și trupa Berezil au început o colaborare strânsă cu dramaturgul ucrainean Mykola Kuliș. Sub conducerea lui Kurbas, Berezil a devenit un centru de inovație artistică, comparabil cu Teatrul de Artă din Moscova sau Teatrul de la Weimar.
După punerea în scenă a ultimei piese a lui Kuliș, Maklena Grasa, Kurbas a fost trimis în exil de Ministerul Educației. În 1937, Kurbas a fost arestat și executat în Sandarmoh (în Karelia), în cadrul Marii Epurări.Teatrul Berezil a fost reorganizat și și-a pierdut caracterul avangardist, fiind apoi redenumit de către guvern Teatrul Taras Șevcenko.

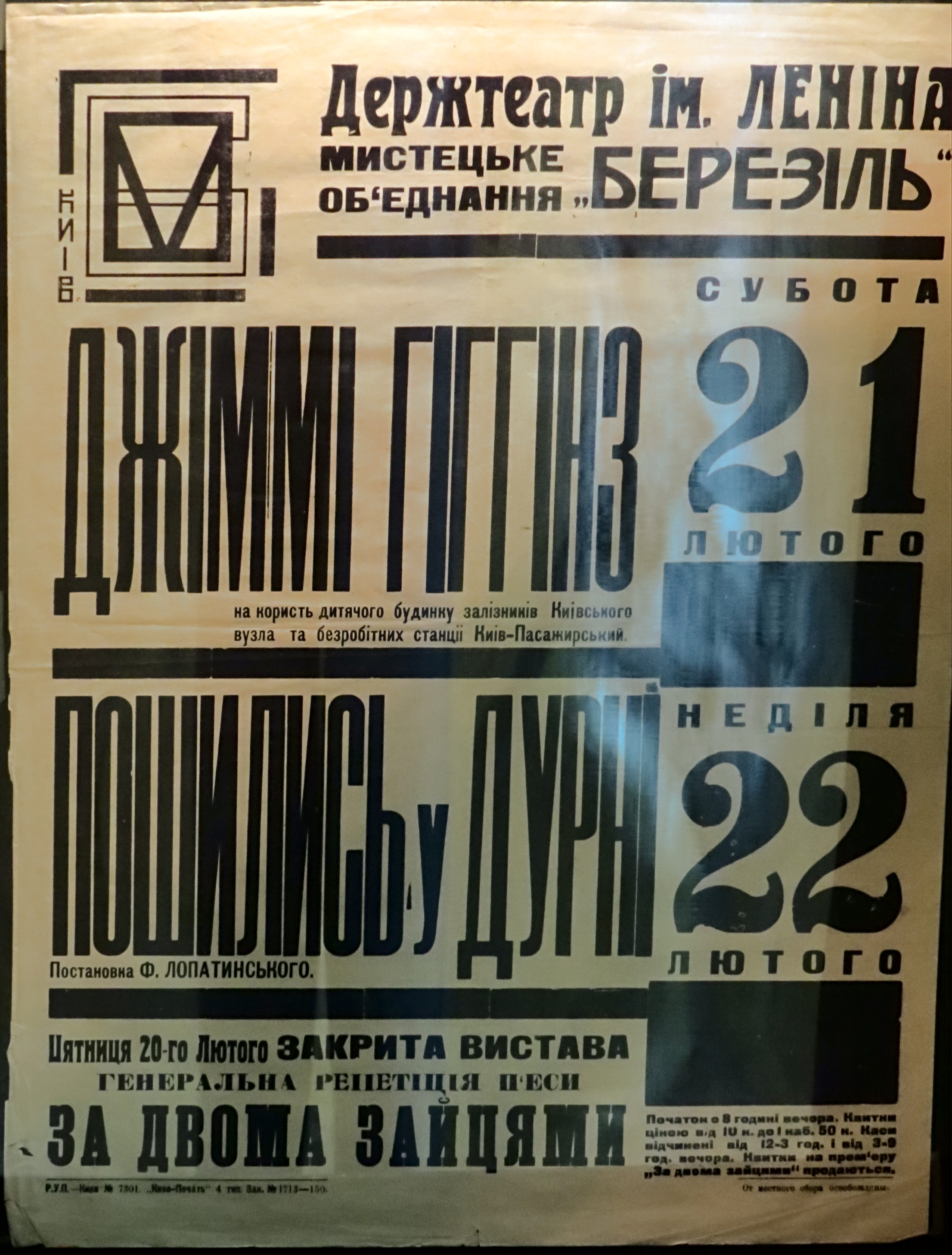
Afiș pentru Teatrul Berezil de la Muzeul de Teatru, Muzică și Arte Cinematografice din Ucraina

## Producții notabile
- Haz (Gaz), 1922, scris de Georg Kaiser [3] Placă memorială Berezil pe fațada Teatrului Dramatic Academic de Stat din Harkov

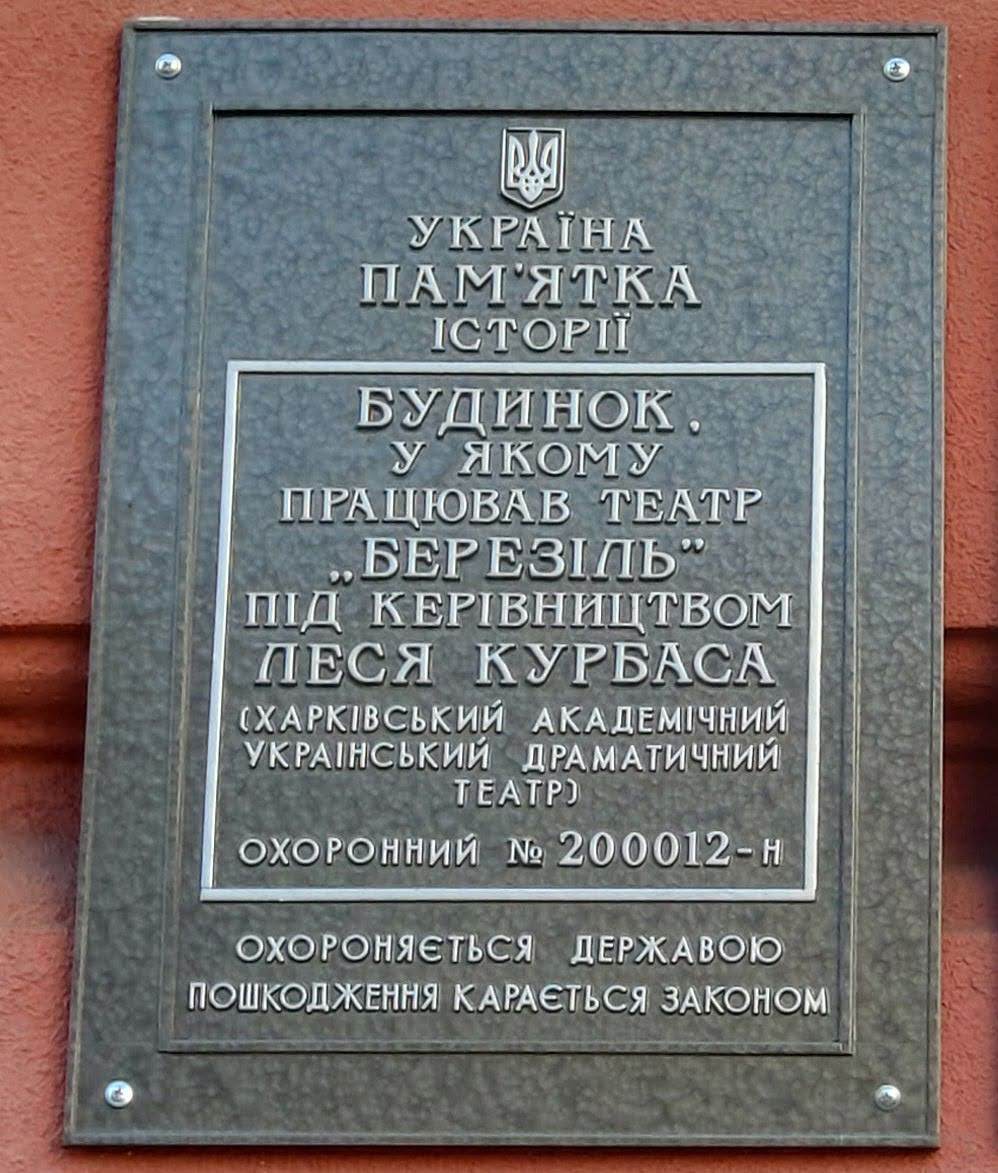
Placă memorială Berezil pe fațada Teatrului Dramatic Academic de Stat din Harkov

- Macbeth, 1924, scris de William Shakespeare [4]
- Dansul numerelor, 1927, regia: Les Kurbas, scenografia: Vadim Meller [5]
- Narodnyi Malakhii (Malakhii poporului), 1927, scris de Mykola Kulish [3]
- Sonata Pattetică, scrisă de Mykola Kulish [6]
- Maklena Grasa, 1933, scris de Mykola Kulish [3]